# Chris Paul
Christopher Emmanuel „Chris” Paul (ur. 6 maja 1985 w Winston-Salem) – amerykański koszykarz, grający na pozycji rozgrywającego, zawodnik zespołu San Antonio Spurs. Mistrz olimpijski z Pekinu i Londynu, brązowy medalista Mistrzostw Świata w Japonii 2006.
W 2011 wystąpił w dwóch meczach gwiazd amerykańskich szkół średnich – McDonald’s All-American i Jordan Classic. Został też wybrany najlepszym zawodnikiem amerykańskich szkół średnich stanu Karolina Północna (North Carolina Gatorade Player of the Year, North Carolina Mr. Basketball). W 2003 został zaliczony do I składu Parade All-American i II USA Today All-USA. Wyróżniający się znaczną liczbą przechwytów, która plasuje go w czołowej dziesiątce w historii ligi. 

## Kariera NBA

### Sezon 05/06
W sezonie debiutanckim notował średnio 16,1 punktów, 7,8 asyst, 5,1 zbiórek, 2,2 przechwytów. Za swoją grę otrzymał nagrodę debiutanta roku. Został zaliczony do I składu najlepszych debiutantów ligi, wystąpił także w konkursie Skills Challenge oraz spotkaniu debiutantów. W trakcie sezonu był wyróżniany 6-krotnie nagrodą dla najlepszego debiutanta miesiąca.

### Sezon 06/07
29 grudnia Chris skręcił kostkę. Kontuzja była na tyle poważna, że pauzował miesiąc. Grając w Rookie Challenge, pobił aż dwa rekordy: pierwszy to 17 asyst a drugi do 9 przechwytów. Gdyby przechwycił jeszcze jedną piłkę, to zaliczyłby triple-double i zostałby pierwszym zawodnikiem w historii, który dokonał tego na tej imprezie. Choć rozegrał aż o 12 spotkań mniej niż w zeszłym sezonie, to pobił kilka swoich rekordów m.in.: 35 punktów, 18 asyst i 12 zbiórek. Warto wyróżnić też rekord Chrisa, który wynosi 48 minut w meczu, w tym sezonie dokonał tego wyczynu 3 razy. Chris pod koniec sezonu doznał kontuzji lewej stopy, ale chciał grać do końca, jednak uraz ten nie pozwolił mu na to i osłabił „Szerszenie” pod koniec sezonu. W najbliższym czasie Chris zostanie poddany operacji. Mimo iż w tym sezonie Chris znowu był liderem drużyny z Nowego Orleanu to nie zakwalifikowali się do play-off. Drużynę nękały kontuzje, na samym początku sezonu, bo już po 13 meczach kontuzjowany był Peja Stojaković, który miał stworzyć duet z Paulem, kiedy to dobrze sobie radzili na początku sezonu. Doświadczenie Stojakovic’a i młodość Paula mogła przynieść play-off, ale plaga kontuzji w drużynie nie pozwoliła na to.

### Sezon 07/08
Paul uzyskiwał średnio 21,1 punktów, 4 zbiórki, 11,6 asyst i 2,71 przechwytu. W dwóch ostatnich kategoriach został liderem ligi. Wziął udział w NBA All-Star Game. Podczas All-Star Weekend uczestniczył także w All-Star Playstation Skills Challenge, wygrywając pierwszą rundę zawodów. W finale musiał jednak uznać wyższość Derona Williamsa. W All-Star Game drużyna Paula uległa ekipie ze Wschodu, sam Paul zanotował 16 punktów, 14 asyst i 5 przechwytów.
W pierwszych w karierze Paula rozgrywkach play-off, Hornets wyeliminowali Dallas Mavericks w stosunku 4–1. W kolejnej fazie ulegli jednak broniącym tytułu San Antonio Spurs.
W głosowaniu na MVP sezonu regularnego zajął drugie miejsce, za Kobem Bryantem, ponadto został wybrany do I składu najlepszych graczy ligi.

### Sezon 11/12
Przed sezonem 2011/12 został wymieniony przez New Orleans Hornets do Los Angeles Clippers.

### Sezon 12/13
Chris Paul doprowadził Clippers do play-off, ale nieoczekiwanie w pierwszej rundzie pokonali ich Memphis Grizzlies. W sezonie Clippersi zajęli 4. miejsce w konferencji zachodniej, a CP3 został wybrany do meczu gwiazd NBA. Chris podpisał kontrakt z Los Angeles Clippers na kolejne 5 lat.
28 czerwca 2017 w wyniku grupowej wymiany trafił do Houston Rockets.
16 lipca 2019 trafił w wyniku wymiany do Oklahoma City Thunder.
16 listopada 2020 trafił w wyniku wymiany do zespołu Phoenix Suns.
6 lipca 2023 ogłoszono jego przejście do zespołu Golden State Warriors (wymiana).
7 lipca 2024 ogłoszono jego przejście do zespołu San Antonio Spurs.

## Osiągnięcia

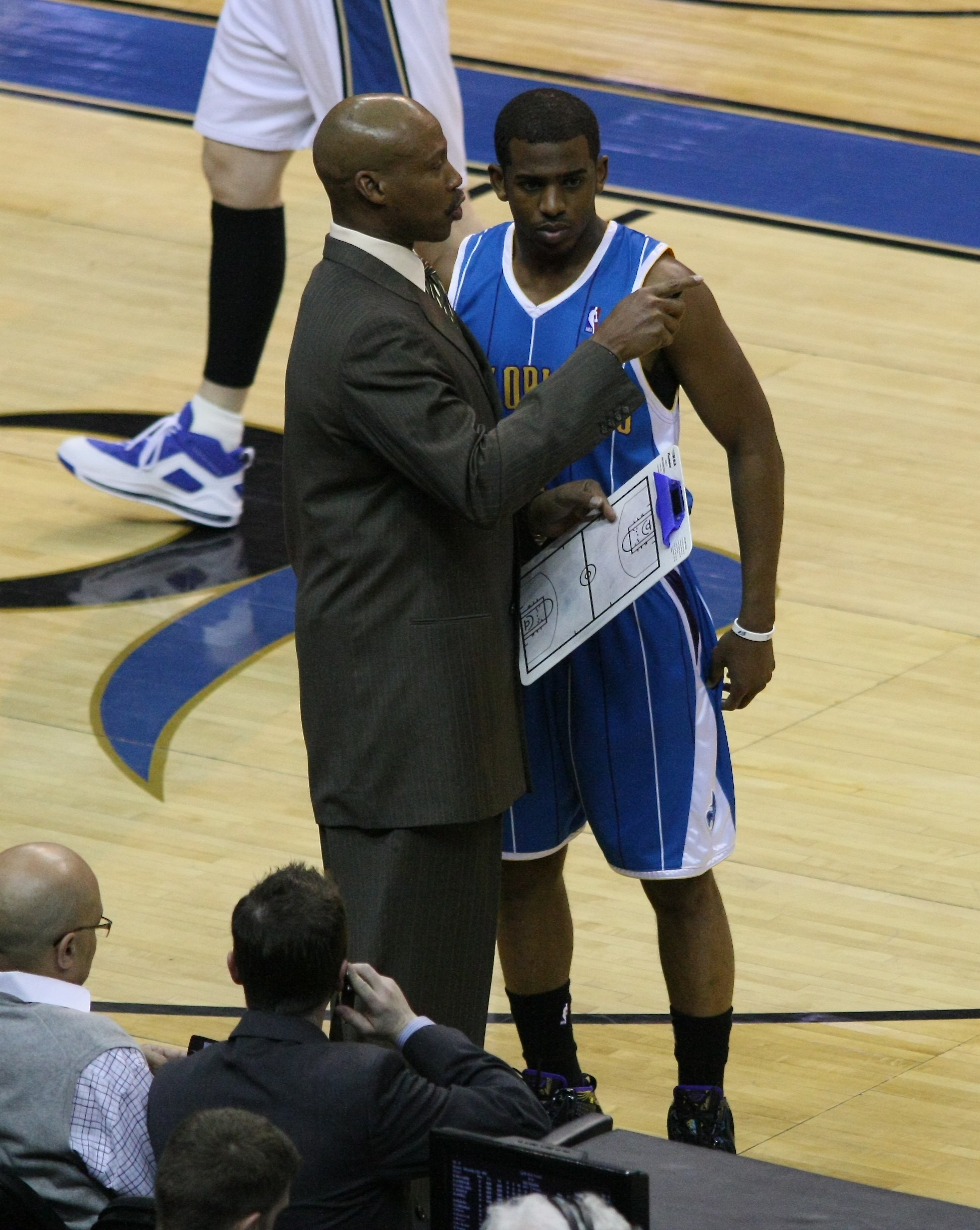
Paul rozmawia z trenerem Hornets Byronem Scottem (marzec 2009).

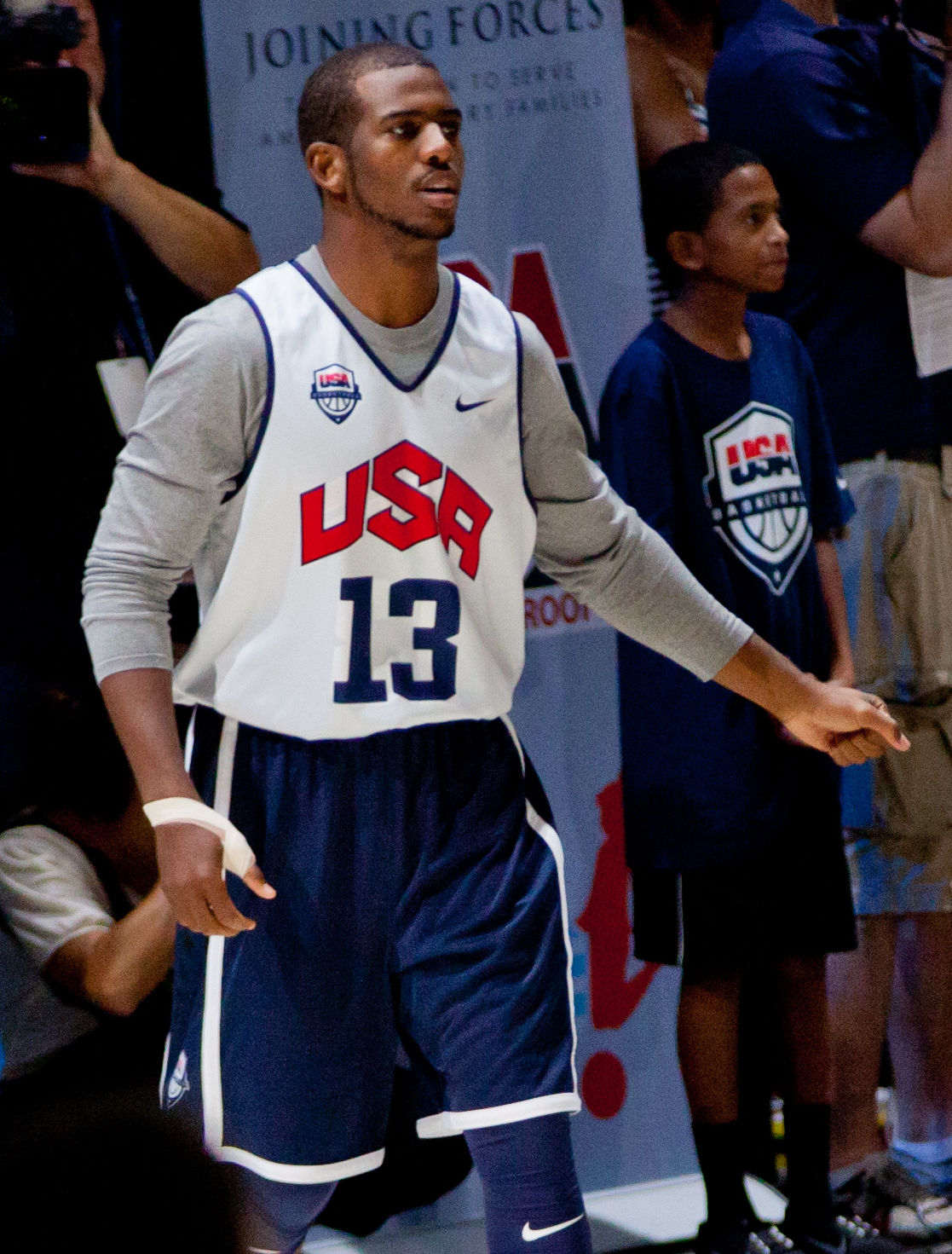
Paul w barwach Clippers (luty 2012).

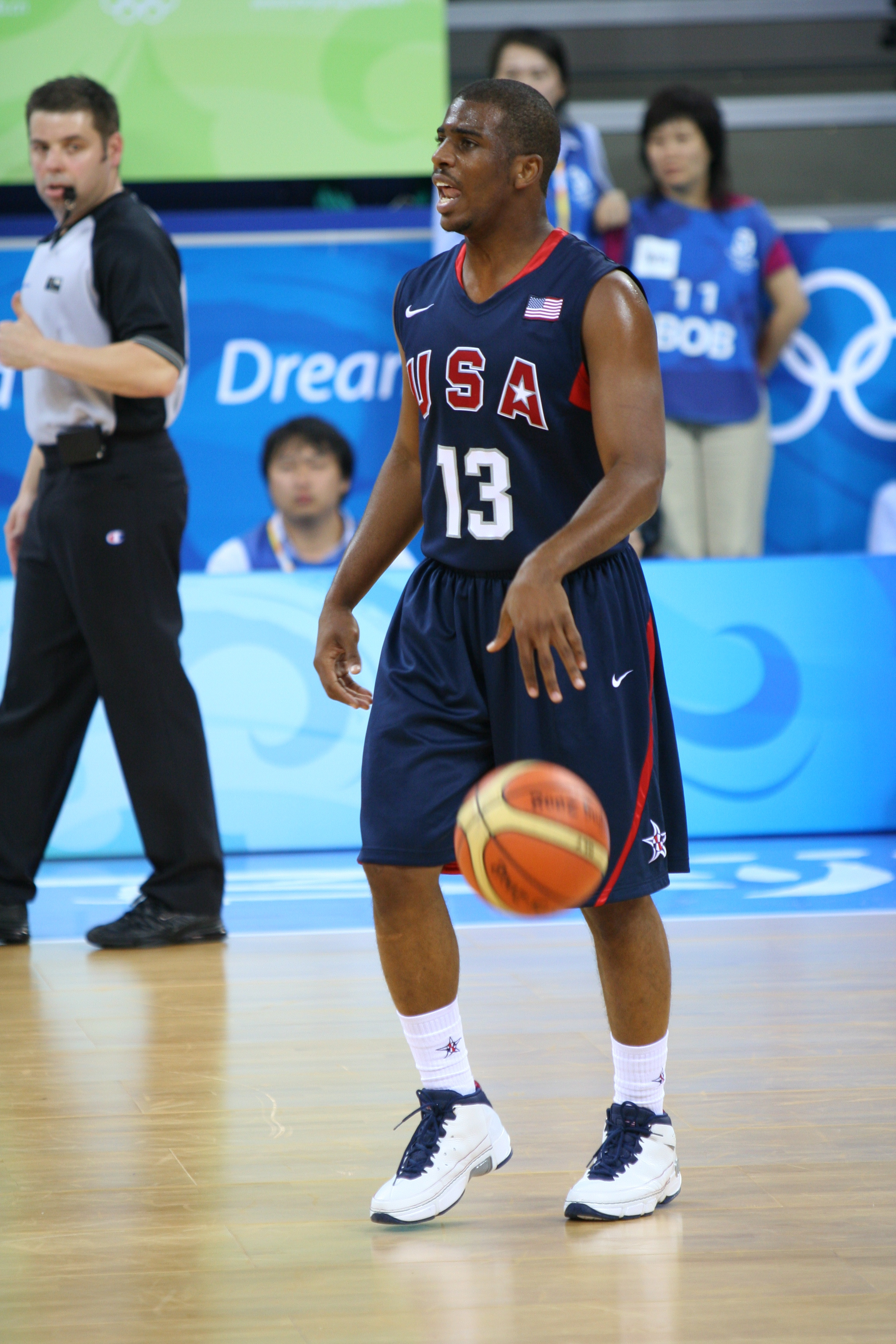
Paul podczas igrzysk olimpijskich w Pekinie.

Stan na 11 kwietnia 2022, na podstawie, o ile nie zaznaczono inaczej.

### NCAA
- Uczestnik:
  - rozgrywek Sweet 16 turnieju NCAA (2004)
  - II rundy turnieju NCAA (2004, 2005)
- Najlepszy pierwszoroczny zawodnik konferencji ACC (2004)[14]
- Zaliczony do:
  - I składu:
    - All-American (2005)
    - All-ACC (2005)
    - defensywnego ACC (2004, 2005)
    - najlepszych pierwszorocznych zawodników ACC (2004)

  - II składu turnieju ACC (2004)
  - III składu ACC (2004)
- Drużyna Wake Forest zastrzegła należący do niego numer 3

### NBA
- Wicemistrz NBA (2021)[15]
- MVP meczu gwiazd NBA (2013)[16]
- Debiutant roku NBA (2006)[17]
- Wielokrotnie wybierany do udziału w meczu gwiazd NBA (2008, 2009, 2010[a], 2011, 2012, 2013, 2014, 2015, 2016, 2020[18], 2021[19], 2022[20])
- Zaliczony do:
  - I składu:
    - NBA (2008, 2012–2014)
    - defensywnego NBA (2009, 2012–2017)[21]
    - debiutantów NBA (2006)[22]

  - II składu:
    - NBA (2009, 2015, 2016, 2020[23], 2021[24])
    - defensywnego NBA (2008, 2011)[21]
    - letniej ligi NBA (2005)

  - III składu NBA (2011)
  - składu najlepszych zawodników w historii NBA, wybranego z okazji obchodów 75-lecia istnienia ligi (2021)[25]
- Uczestnik konkursu Skills Challenge (2006–2008, 2011, 2021[26])
- Lider:
  - sezonu zasadniczego w:
    - średniej asyst (2008 – 11,6, 2009 – 11, 2014 – 10,7, 2015 – 10,2, 2022 – 10,8)[27]
    - średniej przechwytów (2008 – 2,7, 2009 – 2,8, 2011 – 2,4, 2012 – 2,5, 2013 – 2,4, 2014 – 2,5)[28]
    - skuteczności rzutów wolnych (2021 – 93,4%)[29]

  - play-off w:
    - średniej:
      - asyst (2008, 2011, 2014)[30]
      - przechwytów (2008, 2014)[31]

    - skuteczności rzutów wolnych (2016 – wspólnie z Anthonym Morrowem)[32]

### Reprezentacja
- Mistrz:
  - olimpijski (Pekin 2008, Londyn 2012)
  - Ameryki do lat 21 (2004)
- Brązowy medalista mistrzostw świata (2006)
- Koszykarz Roku USA Basketball (2004)
- Lider igrzysk olimpijskich w przechwytach (2012)[33]

## Statystyki
Stan na koniec sezonu 2023/24, na podstawie.

### Sezon regularny
| Sezon   | Drużyna                   | M    | S5   | MPG  | FG%   | 3P%   | FT%   | RPG | APG  | SPG | BPG | PPG  |
| ------- | ------------------------- | ---- | ---- | ---- | ----- | ----- | ----- | --- | ---- | --- | --- | ---- |
| 2005/06 | New Orleans/Oklahoma City | 78   | 78   | 36,0 | 43,0% | 28,2% | 84,7% | 5,1 | 7,8  | 2,2 | 0,1 | 16,1 |
| 2006/07 | New Orleans/Oklahoma City | 64   | 64   | 36,8 | 43,7% | 35,0% | 81,8% | 4,4 | 8,9  | 1,8 | 0,0 | 17,3 |
| 2007/08 | New Orleans               | 80   | 80   | 37,6 | 48,8% | 36,9% | 85,1% | 4,0 | 11,6 | 2,7 | 0,1 | 21,1 |
| 2008/09 | New Orleans               | 78   | 78   | 38,5 | 50,3% | 36,4% | 86,8% | 5,5 | 11,0 | 2,8 | 0,1 | 22,8 |
| 2009/10 | New Orleans               | 45   | 45   | 38,0 | 49,3% | 40,9% | 84,7% | 4,2 | 10,7 | 2,1 | 0,2 | 18,7 |
| 2010/11 | New Orleans               | 80   | 80   | 36,0 | 46,3% | 38,8% | 87,8% | 4,1 | 9,8  | 2,4 | 0,1 | 15,9 |
| 2011/12 | L.A. Clippers             | 60   | 60   | 36,4 | 47,8% | 37,1% | 86,1% | 3,6 | 9,1  | 2,5 | 0,1 | 19,8 |
| 2012/13 | L.A. Clippers             | 70   | 70   | 33,4 | 48,1% | 32,8% | 88,5% | 3,7 | 9,7  | 2,4 | 0,1 | 16,9 |
| 2013/14 | L.A. Clippers             | 62   | 62   | 35,0 | 46,7% | 36,8% | 85,5% | 4,3 | 10,7 | 2,5 | 0,1 | 19,1 |
| 2014/15 | L.A. Clippers             | 82   | 82   | 34,8 | 48,5% | 39,8% | 90,0% | 4,6 | 10,2 | 1,9 | 0,2 | 19,1 |
| 2015/16 | L.A. Clippers             | 74   | 74   | 32,7 | 46,2% | 37,1% | 89,6% | 4,2 | 10,0 | 2,1 | 0,2 | 19,5 |
| 2016/17 | L.A. Clippers             | 61   | 61   | 31,5 | 47,6% | 41,1% | 89,2% | 5,0 | 9,2  | 2,0 | 0,1 | 18,1 |
| 2017/18 | Houston                   | 58   | 58   | 31,8 | 46,0% | 38,0% | 91,9% | 5,4 | 7,9  | 1,7 | 0,2 | 18,6 |
| 2018/19 | Houston                   | 58   | 58   | 32,0 | 41,9% | 35,8% | 86,2% | 4,6 | 8,2  | 2,0 | 0,3 | 15,6 |
| 2019/20 | Oklahoma City             | 70   | 70   | 31,5 | 48,9% | 36,5% | 90,7% | 5,0 | 6,7  | 1,6 | 0,2 | 17,6 |
| 2020/21 | Phoenix                   | 70   | 70   | 31,4 | 49,9% | 39,5% | 93,4% | 4,5 | 8,9  | 1,4 | 0,3 | 16,4 |
| 2021/22 | Phoenix                   | 65   | 65   | 32,9 | 49,3% | 31,7% | 83,7% | 4,4 | 10,8 | 1,9 | 0,3 | 14,7 |
| 2022/23 | Phoenix                   | 59   | 59   | 32,0 | 44,0% | 37,5% | 83,1% | 4,3 | 8,9  | 1,5 | 0,4 | 13,9 |
| 2023/24 | Golden State              | 58   | 18   | 26,4 | 44,1% | 37,1% | 82,7% | 3,9 | 6,8  | 1,2 | 0,1 | 9,2  |
| Razem   |                           | 1272 | 1232 | 34,1 | 47,1% | 36,9% | 87,0% | 4,5 | 9,4  | 2,1 | 0,2 | 17,5 |

### Play-offy
| Sezon | Drużyna       | M   | S5  | MPG  | FG%   | 3P%   | FT%   | RPG | APG  | SPG | BPG | PPG  |
| ----- | ------------- | --- | --- | ---- | ----- | ----- | ----- | --- | ---- | --- | --- | ---- |
| 2008  | New Orleans   | 12  | 12  | 40,5 | 50,2% | 23,8% | 78,5% | 4,9 | 11,3 | 2,3 | 0,2 | 24,1 |
| 2009  | New Orleans   | 5   | 5   | 40,2 | 41,1% | 31,3% | 85,7% | 4,4 | 10,4 | 1,6 | 0,0 | 16,6 |
| 2011  | New Orleans   | 6   | 6   | 41,7 | 54,5% | 47,4% | 79,6% | 6,7 | 11,5 | 1,8 | 0,0 | 22,0 |
| 2012  | L.A. Clippers | 11  | 11  | 38,5 | 42,7% | 33,3% | 87,2% | 5,1 | 7,9  | 2,7 | 0,1 | 17,6 |
| 2013  | L.A. Clippers | 6   | 6   | 37,3 | 53,3% | 31,6% | 89,2% | 4,0 | 6,3  | 1,8 | 0,0 | 22,8 |
| 2014  | L.A. Clippers | 13  | 13  | 36,3 | 46,7% | 45,7% | 77,4% | 4,2 | 10,3 | 2,8 | 0,0 | 19,8 |
| 2015  | L.A. Clippers | 12  | 12  | 37,1 | 50,3% | 41,5% | 94,1% | 4,4 | 8,8  | 1,8 | 0,3 | 22,1 |
| 2016  | L.A. Clippers | 4   | 4   | 31,3 | 48,7% | 30,0% | 100%  | 4,0 | 7,3  | 2,3 | 0,0 | 23,8 |
| 2017  | L.A. Clippers | 7   | 7   | 37,1 | 49,6% | 36,8% | 87,9% | 5,0 | 9,9  | 1,7 | 0,1 | 25,3 |
| 2018  | Houston       | 15  | 15  | 34,5 | 45,9% | 37,4% | 83,0% | 5,9 | 5,8  | 2,0 | 0,3 | 21,1 |
| 2019  | Houston       | 11  | 11  | 36,1 | 44,6% | 27,0% | 84,4% | 6,4 | 5,5  | 2,2 | 0,6 | 17,0 |
| 2020  | Oklahoma City | 7   | 7   | 37,3 | 49,1% | 37,2% | 88,5% | 7,4 | 5,3  | 1,6 | 0,4 | 21,3 |
| 2021  | Phoenix       | 20  | 20  | 34,2 | 49,7% | 44,6% | 87,7% | 3,5 | 8,6  | 1,2 | 0,2 | 19,2 |
| 2022  | Phoenix       | 13  | 13  | 34,5 | 56,1% | 38,8% | 94,6% | 4,2 | 8,3  | 1,5 | 0,2 | 17,5 |
| 2023  | Phoenix       | 7   | 7   | 35,7 | 41,8% | 32,1% | 50,0% | 5,0 | 7,4  | 1,7 | 0,7 | 12,4 |
| Razem |               | 149 | 149 | 36,5 | 48,4% | 37,3% | 85,4% | 4,9 | 8,3  | 1,9 | 0,2 | 20,0 |